# Первая Казанская мужская гимназия
Первая Казанская мужская гимназия — первая провинциальная гимназия, образованная в 1758 году.

## История гимназии

Здание Императорской Казанской гимназии (ныне здесь Казанский национальный исследовательский технический университет)

21 июля 1758 года «для размножения наук» по указу Сената в Казани была открыта гимназия, которая явилась первой в провинции и долгое время оставалась единственной после Петербурга и Москвы. Инициатива создания гимназии принадлежала куратору Московского университета И. И. Шувалову, писавшему в Сенат, что «для размножения наук в Империи надобно учредить, кроме Москвы и Санкт-Петербурга, гимназии, из которых бы молодые люди, оказующие успехи своего понятия и учения, могли выходить в Московский университет и Санкт-Петербургскую Академию наук для обучения наук, чив в том месте первые основания». Основание гимназии являлось первым шагом в оставшемся тогда нереализованном плане Шувалова по устройству средних школ (гимназий) в крупных городах России.
Организация гимназии и управление ей в первые годы её существования велось непосредственно из Московского университета, который назначал директора гимназии (эту должность занимали асессоры университетской канцелярии М. И. Верёвкин, А. Н. Кожин, профессор Д. В. Савич), отбирал учителей, жалование которым выплачивалось из бюджета университета, направлял книги для гимназической библиотеки.
Казанская гимназия создавалась по образцу гимназии при московском университете из двух отделений: дворянского и разночинского, вследствие чего использовалось наименование «Казанские гимназии». В учебный план входило преподавание латинского, немецкого, французского языков, начал философии, арифметики, географии, истории, музыки, рисования. В 1759 в гимназии училось 95 учеников (среди них — будущий поэт Г. Р. Державин), в 1763 — 89 учеников, из которых 84 дворянина и 5 разночинцев. В 1765—1781 должность «главного командира» гимназии занимал Ю. И. Каниц, при котором был наведён порядок в преподавании, расширен круг предметов (в частности туда были введены восточные языки), количество учеников значительно выросло. Казанская гимназия была единственной, где изучались татарский, арабский и другие восточные языки; в 1769 году в гимназии был открыт татарский класс. Ученики гимназии доблестно защищали её здание и прилегающие улицы во время штурма Казани войсками Е. И. Пугачёва (1774).
В 1785 году Казанская гимназия была исключена из ведения Московского университета и передана в Приказ общественного призрения, что сразу же негативно сказалось на её состоянии: в 1789 она была закрыта «по недостатку средств» и в связи с открытием Казанского главного народного училища. В 1797 году Казанский генерал-губернатор, князь П. С. Мещерский, ходатайствовал о возобновлении гимназии, необходимой для образования дворян и император Павел I 31 октября 1797 года подписал разрешение о создании городской гимназии и поручил Мещерскому составить устав, который был утверждён 21 декабря 1797 года. В связи с отставкой Мещерского открытие гимназии замедлилось и занятия начались только в 1799 году.
Кроме первоначальных и общих предметов гимназического учения, здесь преподавались языки латинский, французский, немецкий и, как это было ранее — татарский; из философских наук — логика и практическая философия; из физико-математических — геометрия и тригонометрия, механика, гидравлика, физика, химия, натуральная история, землеведение и гражданская архитектура; из юридических — практическое законоискусство; из военных — артиллерия, фортификация, тактика и, наконец, искусства — рисование, музыка, фехтование и танцы. Император Павел пожертвовал возобновленной гимназии Потёмкинскую библиотеку, хранившуюся в Новороссийске и заключавшую в себе весьма много редких и ценных книг и рукописей. Кроме того, в гимназическую библиотеку поступило большое собрание книг Г. Полянского.
В это время директором был Александр Логинович Лихачёв; преподавали: российскую словесность и математику — И. М. Ибрагимов, всеобщую и русскую историю и географию — И. Ф. Яковкин, математику — Г. И. Карташевский, П. А. Цеплин, физику — И. И. Запольский, философия — Левицкий, французский, немецкий и латинский языки — Эрих.
В здании гимназии в 1800 году расположилась Азиатская типография, над которой руководство гимназии осуществляло цензурный контроль.
В 1804 году на основе Казанской гимназии был открыт Императорский Казанский университет. Старшие воспитанники гимназии с февраля 1805 года фактически стали первыми студентами Казанского университета: 34 человека, получивших звание студентов слушали лекции у особо приглашённых профессоров. Большинство этих профессоров были иностранцы; между ними выдавались М. Ф. Бартельс, К. Ф. Фукс и ориенталист Х. Д. Френ. В период с 1805 по 1814 годы университет и гимназия практически не различались — это был период существования педагогического института, призванного готовить преподавателей гимназий. В это время директором был И. Ф. Яковкин, пользовавшийся безграничным доверием попечителя округа С. Я. Румовского.
В 1814 году произошло окончательное оформление самостоятельных университета и гимназии, причём гимназия, уступив университету свои помещения, переселилась во вновь купленные дома близ Чёрного озера. Однако, пожар в 1815 году истребил новые гимназические здания и университет выделил ей тесное помещение: в одних и тех же комнатах помещались и классы, и спальни воспитанников. В 1819 году гимназия (вместе с университетом) подверглась ревизии нового попечителя казанского учебного округа М. Л. Магницкого; выяснилось, что из-за неустройства гимназии казанские жители предпочитали отдавать своих детей в частный пансион. В результате, директор Яковкин был уволен. С приходом Магницкого, в основу образования юношества положено было христианское учение; даже отчеты о состоянии гимназии, официальные бумаги и речи, произносимые на публичных экзаменах, писались на основании текстов Священного писания, так в гимназическом отчете 1822 года указывалось, что гимназия шествовала в истекшем году «яко Израиль в дни Соломона мирно и единообразно». В предупреждение соблазна от вредных книг Магницкий велел сжечь всю библиотеку гимназии, пощадив только две книги. Лишь благодаря учителю Дунаеву, который спрятал книги в кладовую, библиотека не была уничтожена. Во внутренней жизни гимназии за это время нужно отметить почти полное отсутствие телесных наказаний учеников.
В 1820 году гимназия вновь перешла из университета в своё восстановленное помещение.
В период с 1830 по 1835 годы было осуществлено преобразование гимназии по новому уставу 1828 года. Вместо 26 предметов остались только: закон Божий, российская словесность и логика, русская грамматика и география, история и статистика, физика и математика; языки латинский, греческий, немецкий и французский; чистописание, черчение и рисование. Вместо 36 преподавателей остались только 11. По высочайшему повелению было расширено преподавание восточных языков, предписано было преподавать: арабский, турецкий, татарский, монгольский, китайский, маньчжурский, персидский и армянский языки.
В 1835 году гимназия стала называться Первой, — в связи с открытием в Казани ещё одной гимназии. Во Второй гимназии должны были учиться лишь своекоштные ученики, а в Первой — казённые воспитанники, пансионеры и полупансионеры. В результате в Первой гимназии осталось 173 ученика, во Вторую был переведён 131 ученик. Учителями в открывшейся гимназии стали преподаватели 1-й, инспектором — главный надзиратель 1-й гимназии — Гине. Дополнительно в 1-й гимназии начали преподавать А. Е. Лазарев (история и статистика) и А. Ф. Попов (математика).
В 1837 году гимназию посетил наследник престола в сопровождении генерала Кавелина и В. А. Жуковского.
В 1868 году 1-я гимназия праздновала свой столетний юбилей, считая основание в 1758 году и исключая 10 лет своего закрытия.
К юбилейному дню гимназии высочайше даровано название Императорской; это название она носила и в XVIII веке и в начале следующего столетия, но в 1828 году, по распоряжению министра, она лишена была права носить этот титул, так как не могла доказать документально оснований к тому.
В 1917 году судьба гимназии круто изменилась и, как очаг «высоколобой оппозиции», фактически была распущена новыми властями.

## Директора
Первым директором был назначен асессор Московского университета М. И. Верёвкин, которого сменил 
А. Н. Кожин, 
Д. В. Савич (1761—1763), 
Ю. И. фон Каниц (1764—1781), 
А. Л. Лихачёв (1798—1804), 
И. Ф. Яковкин (1805—1819),  
В 1820—1827 годах директором Казанской гимназии был Алексей Сергеевич Пономарёв; в то же время источники указывают, что в 1823—1824 годах директором состоял В. Я. Баженов, а в 1824—1825 годах — И. И. Лажечников. В течение 25 лет директором был Н. И. Галкин — отец М. Н. Галкина-Враского. После него — И. А. Сахаров (1856—1860) и Г. И. Крелленберг (1861—1870-е).

## Преподаватели
- Вейсман, Александр Давидович (латинский язык)
- Гёльтергоф, Франц (немецкий язык, 1759—1762)
- Голстунский, Константин Фёдорович (монгольский язык)
- Ибрагимов, Лев Николаевич (грамматика и география; с 1837)
- Ибрагимов, Николай Михайлович
- Камбек, Логин Фёдорович (правоведение; с 1838)
- Ляпунов, Алексей Васильевич[12] (чистописание; 1838—1868)
- Полиновский, Михаил Васильевич (латинский язык)
- Попов, Александр Фёдорович (математика; с 1835)
- Лазарев, Александр Емельянович (история и статистика; 1835—1839)
- Износков, Илиодор Александрович (математика)
- Яковкин, Илья Фёдорович (история и география)

## Учащиеся
См. также: Выпускники Первой Казанской гимназии
XVIII век
Как указывал С. П. Шевырёв «в 1759 году Казанская гимназия имела уже 111 учеников, дворян и разночинцев». В первый период существования гимназии в её стенах получили образование: Гавриил Державин (1759—1762) и В. С. Попов.
1804
В результате беспорядков в июне 1804 года были исключены из гимназии её воспитанники Дмитрий Княжевич (по словам С. Т. Аксакова он был «красою, славою гимназии»; источники противоречиво указывают, что он в 1802 году стал первым выпускником гимназии, но и он же участвовал в беспорядках в 1804 году, повлекших его увольнение), Пафомов, Крылов и Алёхин
1805
22 февраля 1805 года директор гимназии И. Ф. Яковкин в присутствии попечителя Казанского учебного округа С. Я. Румовского зачитал в гимназическом зале список из 34-х воспитанников высшего класса, переведённых в открывающийся Императорский Казанский университет; среди них:
- Сергей Аксаков
- Еварест Грубер
- Андрей Кайсаров
- Александр Княжевич
- Пётр. Кондырев
- Василий Перевощиков
- Дмитрий Перевощиков
- Василий Тимьянский

1807
- Николай Алёхин
- Алексей Лобачевский
- Николай Лобачевский
- Владимир Панаев
- Дормидонт Самсонов

1808
По предложению И. Ф. Яковкина окончившие в этом году курс гимназии не были автоматически переведены в студенты казанского университета, но оставлены для лучшего приготовления к званию студента.
1809
- Пётр Воскресенский
- Иван Симонов

1810
- Михаил Рыбушкин
- Александр Лентовский

1811
- Владислав Княжевич

1816
- Николай Юферов
- _

1817
- Николай Дмитриевский

1821
- Дмитрий Протопопов

1823
- Карл Фойгт

1824
- Пётр Булгаков
- Валериан Лубкин

1825
- Александр Попов

1827
- Андрей Матюнин
- Алексей Тимофеев

1830
- Константин Бобановский

1831
- Александр Лазарев

1833
- Вильгельм Диттель

1834
- Николай Второв

1836
- Михаил Дяпунов

1837
- Иван Холмогоров

1841
- Николай Зоммер
- Эдуард Фишер

1842
- Дорджи Банзаров (золотая медаль)
- Михаил Навроцкий

1844
- Александр Бутлеров

1848
- Василий Имшенецкий

1849
- Константин Голстунский

1852
- Пётр Пашино

1863
- Абуссугуд Ахтямов

1876
- Фёдор Батюшков
- Василий Богородицкий

1879
- Александр Александров

1882
- Владимир Бурцев

1887
- Сеид-Гирей Алкин

1891
- Дмитрий Теренин (золотая медаль)

1896
- Александр Арбузов

1906
- Иван Антропов
- Николай Калинин

1913
- Михаил Худяков (золотая медаль)

Среди выпускников гимназии было много известных учёных и деятелей культуры:
Л. Ф. Николаи, Е. С. Котовщиков, А. Х. Христофоров, Д. А. Клеменц (1866), А. М. Наумов, С. В. Ложкин, Е. А. Болотов, Л. В. Карташёв, П. И. Тарасов-Родионов, В. Н. Казин, М. К. Корбут,, П. М. Журавлёв.
Аттестаты зрелости в 1-й Казанской гимназии после успешной сдачи экзаменов получили: 
- Михаил Мусин-Пушкин (в 1810)
- С. В. Дунаев.

В гимназии также учились:
И. И. Зедерштедт и И. И. Шишкин, Н. Е. Федосеев.

## Здание гимназии
Первоначально гимназия располагалась в доме «лейб-гвардии Измайловского полка адъютанта князя Василия Голицина», с 1762 — на Грузинской улице (ныне — улица Карла Маркса). В 1774 году, во время захвата Казани Пугачёвым, здания были уничтожены пожаром. С 1775 по 1788 годы она находилась в собственном здании на Покровской улице. В 1789 году разместилась в доме, купленном у князя Тенишева. Здесь же с 1804 находился и университет, а гимназия в 1807 была переведена в дом, купленный у Х. Л. Молоствова, где располагалась до закрытия. Двухэтажный жилой дом по заказу помещика Молоствова по проекту архитектора Ф. Е. Емельянова был выстроен в 1789 году. Под учебное заведение оно в 1811 году было реконструировано по проекту архитекторов В. А. Смирнова и Я. М. Шелковникова. Левым крылом нового здания гимназии стал бывший жилой дом, его соединили портиком из шести колонн с новым крылом и третьим этажом с куполом.